# Chatral Rinpoché
Rinpoché
Dudul Dorje Dhamchoe Rinpoché -
Chatral Sangye Dorje Rinpoché (tibétain : བྱ་བྲལ་སངས་རྒྱས་རྡོ་རྗེ་, Wylie : bya-bral sangs-rgyas rdo-rje) (18 juin 1913 Nyagrong, Kham, Tibet - 30 décembre 2015,  Pharping, Népal), est un maître Dzogchen et un yogi, connu pour sa grande réalisation et une discipline stricte,, il est l'un des rares disciples de Khenpo Ngagchung et est considéré comme l'un des yogis du Dzogchen les plus hautement réalisés. Chatral Rinpoché a également étudié avec certains des plus grands maîtres du siècle dernier, y compris Dudjom Rinpoché, Dzongsar Khyentsé Chökyi Lodrö, et la célèbre dakini Sera Khandro. Il est l'un des principaux titulaires de la lignée du Longchen Nyingthik, et en particulier la lignée transmise par Jigme Lingpa fils de cœur de Jigme Gyalwe Nyugu puis à Patrül Rinpoché. 
Avant sa mort en 2015, il partageait son temps entre Salbhari en Inde, et Katmandou, au Népal. Ses deux filles, Tara Devi et Saraswati, et son épouse Kamala lui survivent.
Yogi laïque, il est également très soucieux de maintenir une discipline stricte dans le contexte de la vue Dzogchen. Il a préconisé le végétarisme, et a une pratique annuelle de racheter la vie de milliers d'animaux en Inde. Il a fondé de nombreux centres de retraite à travers les Himalayas, y compris à Pharping, Yolmo, et Darjeeling.